# Almberg (Bayerischer Wald)
Der 1142 m ü. NHN hohe Almberg liegt ca. 20 Kilometer nordöstlich von Freyung nahe der Grenze zwischen Deutschland und der Tschechischen Republik. Über den Berg verläuft die Elbe-Donau-Wasserscheide. Seine Hänge werden vor allem als Skigebiet genutzt. An seiner Ostseite liegt Mitterfirmiansreut, ein auf den Wintersport ausgerichteter Ort mit fünf Skiliften, einer Sesselbahn und einem ausgedehnten Loipennetz. Dort findet jährlich das Almberger Teleskoptreffen statt.
Im Jahre 2010 wurde an der Zufahrt zum Ortsteil Alpe ein künstlicher See mit einem Speichervolumen von ca. 28.000 Kubikmetern errichtet, der zur Speisung der Beschneiungsanlagen im Skizentrum benutzt wird.
Das Gipfelplateau bietet einen Rundblick über den Nationalpark Bayerischer Wald mit Rachel und Lusen. An klaren Herbsttagen bei Föhneinfluss sind auch die Nördlichen Kalkalpen vom Toten Gebirge bis zur Zugspitze zu erkennen.
Die umliegenden Dörfer (Philippsreut, Hinterfirmiansreut, Mitterfirmiansreut und Vorderfirmiansreut) wurden im 17. und 18. Jahrhundert von den Passauer Fürstbischöfen Lamberg und Firmian gegründet. Vorher lebten in dieser Region keine Menschen. Die nächste Siedlung war bis dahin Mauth (ca. acht Kilometer von Mitterfirmiansreut entfernt).